# Athletics Australia
Athletics Australia – australijska narodowa federacja lekkoatletyczna, która należy do OAA. Siedziba znajduje się w dzielnicy Melbourne Albert Park, a prezesem jest Robin (Rob) Filde.
Federacja została założona w 1897 roku i była przyjęta do IAAF w 1912 roku.